# Couvent des Carmes de Caen
Pour les articles homonymes, voir Carmes.
Le couvent des Carmes de Caen, appelé autrefois Notre-Dame du Carme, est un ancien établissement religieux fondé au XIIIe siècle par les Carmes dans le quartier Saint-Jean de Caen. Désaffecté à la Révolution française, le couvent a été détruit au XIXe siècle et l'église pendant la bataille de Caen.

## Situation
Le couvent se trouvait approximativement sur le pâté d'immeubles compris entre le quai Vendeuvre, la rue des Carmes, la rue de la Miséricorde et la rue Henri Brunet. Il est construit au pied des fortifications de Caen, sur l'île Saint-Jean, mais à l'extrémité méridionale de la paroisse Saint-Pierre.

## Histoire

### Les premières constructions
Les religieux de l'ordre du Carmel s'installent vers 1278 sur les terrains de l'hôtel de Troarn, propriété appartenant à l'abbaye Saint-Martin de Troarn. Ils construisent tout d'abord une première chapelle dédiée à sainte Anne. De l'extrême fin du XIIIe siècle jusqu'à la fin du XIVe siècle, ils érigent leur église constituée d'une nef dédiée à la Trinité. L'ancienne chapelle est conservée contre son chevet. Les bâtiments monastiques semblent avoir été construits à l'ouest de l'église. Trois corps de bâtiment assez bas s'organisaient autour du cloître de forme rectangulaire dont le dernier côté était formé par la façade occidentale de l'église. Au sud, s'étendait un jardin non planté. Le tout était accessible depuis la rue des Carmes par une étroite cour. Au milieu du XVe siècle, l'église est agrandie vers le sud par la construction d'une deuxième nef dédiée à la sainte Vierge.
Le 21 avril 1449, est fondée la confrérie (ou charité) de la Trinité et de la Passion qui s'établit dans la chapelle Saint-Sébastien et Saint-Roch dans le chœur de l’église.

### Les reconstructions
L'église est reconstruite en partie après les deux sièges subis par la ville pendant la guerre de Cent Ans.
De mai 1562 au jeudi saint de l'année suivante, les moines sont chassés par les Huguenots qui pillent le couvent, brulent les boiseries de l'église et dispersent les archives. En 1612, de gros travaux bouleversent l'architecture des lieux. Dans l'église, des baies sont condamnées alors que de nouvelles sont ouvertes. À l'emplacement des jardins, un nouveau couvent, composé de trois bâtiments conventuels reposant sur des caves, est construit autour d'un cloître qui cette fois-ci s'appuie sur le mur sud de l'église. En 1633, les jardins contigus à l'établissement des Ursulines sont réaménagés à la française et traversés par un bassin alimenté par la Fontaine de Troarn. En 1635 et 1639, la chapelle Sainte-Anne est remaniée. En 1625, la foudre frappe le clocher raccommodé quatre ans plus tôt ; trente ans plus tard, en 1665, les Carmes font construire une nouvelle tour octogonale en remplacement du clocher médiéval qui se trouvait en bas de l'église. En 1677, les voûtes de l’église sont reconstruites et recouvertes de scènes peintes. À la même époque, le grand jubé en pierre entre la nef et le chœur est démoli.
Il semble qu'à la fin du XVIIIe siècle les bâtiments étaient en très mauvais état. Pour faire face à leur dépense, les Carmes doivent ainsi faire fondre en 1710 les cloches qui avaient été installées dans leur nouveau clocher dans les années 1660.

### La destruction progressive du couvent
Comme tous les ordres monastiques français, l'ordre des Carmes est aboli par le décret des 13 et 19 février 1790. L'inventaire des biens du monastère est dressé le 11 janvier et 8 juin 1791. Les frères quittent définitivement les lieux le 11 août suivant et leurs biens sont vendus en octobre. Le couvent devient une prison pour les prêtres hostiles à la constitution civile du clergé et un hôpital pour les soldats de la garnison atteints de maladie vénérienne. L'église sert un temps au culte protestant, puis elle est transformée en salpêtrière en 1794. En 1796, le couvent est vendu à deux particuliers. Le cloître sert alors d'entrepôt à bois, le port de Caen étant tout proche. En 1802, la gendarmerie s'installe dans le couvent. En 1815, la chapelle, pratiquement en ruine, est transformée en grenier à sel. En 1839, l'état de dégradation alerte les autorités qui décident de démolir le couvent. Le clocher est détruit en 1860 et le reste du couvent, mis en vente en 1863, est rasé en 1864. Seule l'ancienne église est conservée.
Pendant la bataille de Caen, l'église est sévèrement touchée. Malgré son intérêt architectural et bien que son état de conservation le permette, les autorités renoncent à entreprendre la restauration du bâtiment. Lors de la Reconstruction de Caen, les autorités décident donc de raser les derniers vestiges. L'église, classée monument historique, est déclassée le 6 avril 1950 et la façade ouest, ainsi qu'un fragment de mur, restés debout sont détruits en octobre 1950. Le nom de la rue est donc le dernier souvenir qui reste du couvent.

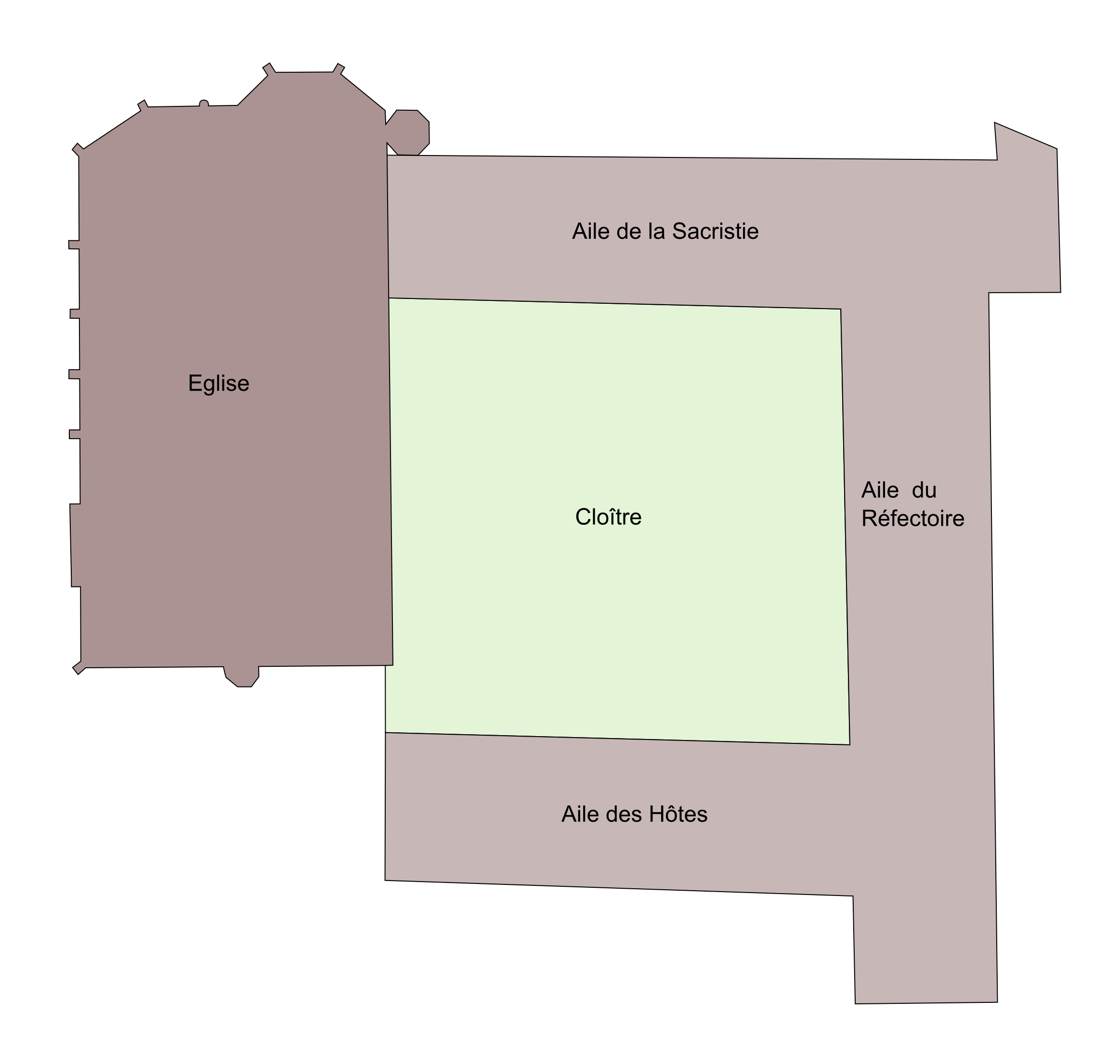
Plan général du couvent
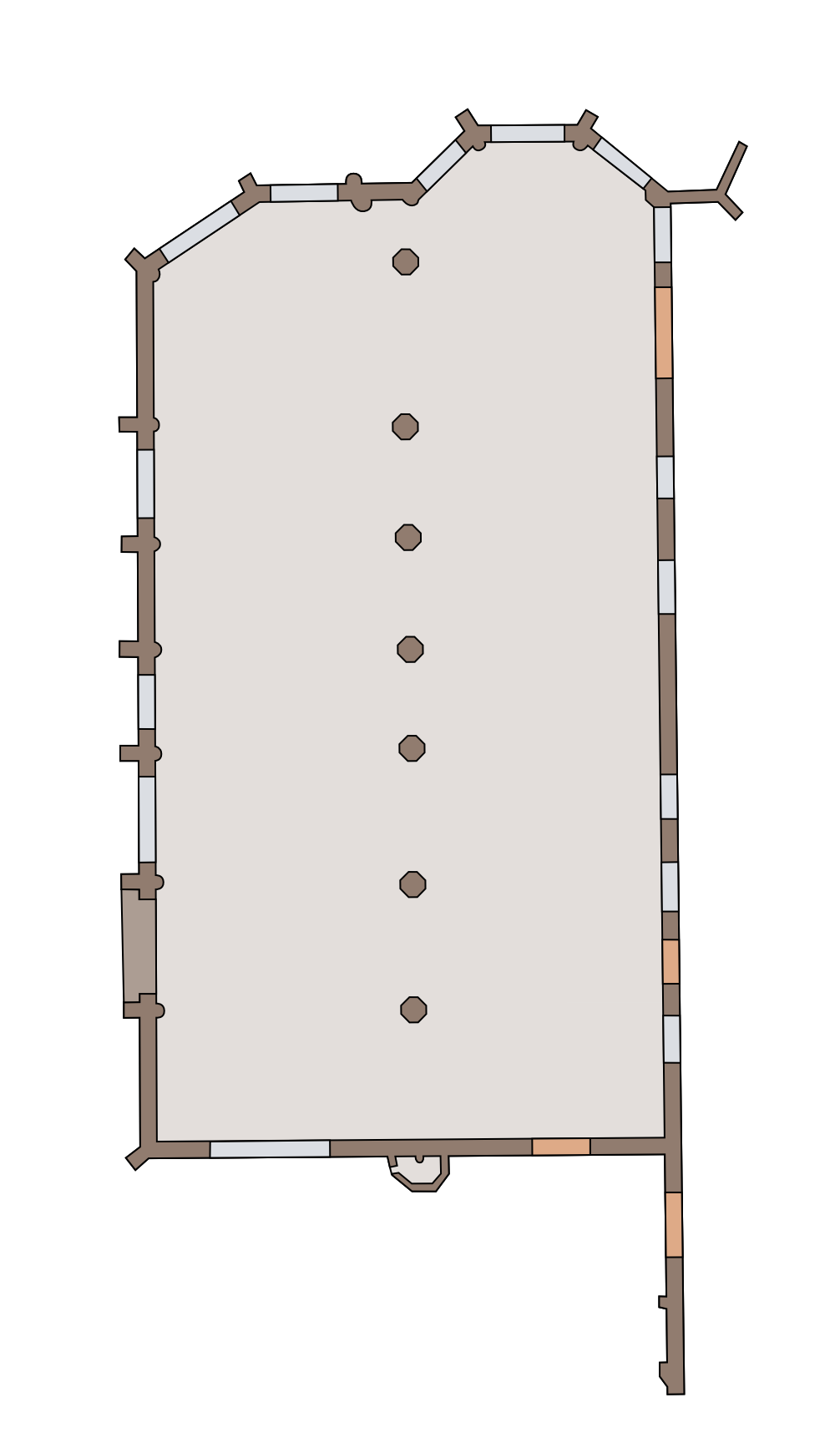
Plan de l'église

## Architecture

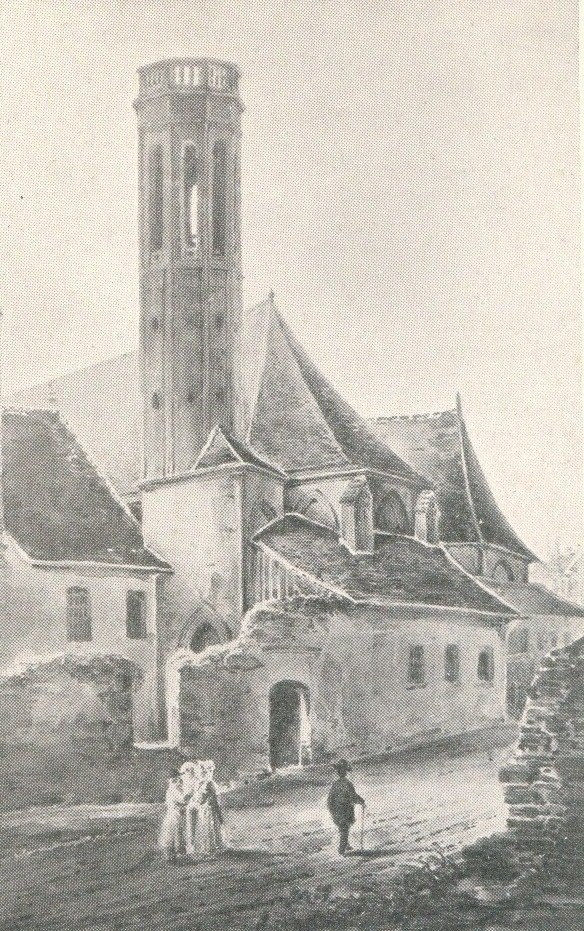
La tour des Carmes en 1832

Deux nefs composaient l'église de ces religieux. La nef la plus petite était couverte d'une voûte en pierre ; l'intersection entre les arceaux aux arêtes prismatiques était ornée de clef.
La voûte de la nef principale était en bois. La voûte en berceau reposait sur des lambris sur laquelle on avait représenté l'histoire de la vie de Jésus.
La voûte de l'église des Carmes à Caen par exemple est encore décorée de grandes scènes qui représentent la vie de Jésus Christ et qui ont été exécutées par un peintre de l'école de Restout sinon par un membre de cette famille d'artistes. J'indique ici ces peintures ignorées parce qu'elles s'effacent tous les jours les curieuses nefs de l'église des Carmes étant aujourd'hui transformées en magasin.
SOCIÉTÉ FRANÇAISE D'ARCHÉOLOGIE.
Ces panneaux ont en fait été peints par le frère Lucas La Haye (ou Delahaye), premier maître de Robert Tournières, qui se serait fortement inspiré de la Mise au tombeau du Christ du Titien et du Portement de Croix d'Eustache Le Sueur.
Au milieu du XIXe siècle, les murs étaient encore couverts d'un semis de fleur de lys et de monogrammes réalisé à la peinture à l'eau grâce à des pochoirs.
Au nord de l'église, s'ouvrait un portail en saillie sur la façade. Il formait une sorte de loggia aménagée entre deux contreforts et ornée d'une balustrade percée d'orifice en quatre-feuilles.

## Mobilier
Au XVIe siècle, l'historien M. de Bras nous renseigne à propos d'un contre autel et d'un tableau présents dans cette église, dans les termes suivants :

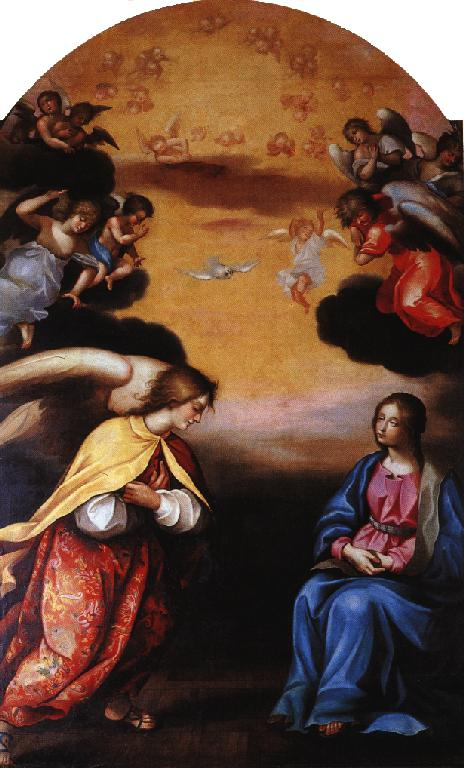
Annonciation du retable des Carmes

J'ai été en la plus grand part des plus fameuses villes de ce royaume mais je n'ai vu aucun plus beau et plus singulier contre autel que celui des Carmes de cette ville qui était à petits personnages es levez peints et dorés de fin or battu où les mystères de l'Incarnation, Nativité, Passion, Résurrection, Ascension Mission du sainct Esprit et le dernier jugement étaient représentées voire de tant exquis artifice qu'il etait réputé entre les plus suroptueux et invitait ceux qui le contemplaient en grande dévotion.
SIEUR DE BRAS.
Dans la même église des Carmes un Trespassement de Notre Dame placé au-devant du pupitre et eslevé à grands personnages de la Vierge Marie et des douze Apostres selon le naturel et si bien représentez qu ils sembloyenl déplorer le trespas de ceste Vierge mère.
Au XVIIe siècle, un maître-autel a été monté dans l'église. Après la Révolution, il a été remonté dans le transept sud de l'église Saint-Jean de Caen. Cette œuvre du XVIIe siècle, endommagée en 1944, a été classée au titre d'objet le 2 décembre 1975. Des statues sont posées de chaque côté de l'élévation du retable : à gauche, saint Joseph et à droite sainte Thérèse d'Ávila. Au centre, on trouve une statue de taille plus réduite représentant sainte Catherine. Le centre du retable est orné par une toile représentant l'Annonciation. Cette toile ne semble pas avoir été conçue pour ce retable. Alors que l'ensemble date de la fin du XVIIe siècle, il semble que le tableau soit antérieur à 1620.

## Sources bibliographiques
- Christophe Collet, Caen, cité médiévale : bilan d'histoire et d'archéologie, Caen, Caen Archéologie, 1996
- Gervais de La Rue, Essais historiques sur la ville de Caen et son arrondissement, Caen, Poisson, 1820, p. 270-4
- Guillaume-Stanislas Trébutien, Caen, son histoire, ses monuments, son commerce et ses environs, Caen, A. Hardel, 1880, 3e édition, p. 178-9
- Lucien Musset, « L'église et le couvent des Carmes de Caen et l'inscription obituaire de Jean d'Estouteville », Bulletin de la Société des antiquaires de Normandie, vol. LI,‎ 1952, p. 177-197 (lire en ligne)